# Trimetilfosfina
Trimetilfosfina é o composto de fórmula P(CH3)3.